# Sulfinpyrazon
Sulfinpyrazon ist eine 1:1-Mischung von zwei stereoisomeren chemischen Verbindungen aus der Gruppe der Pyrazolidine.

## Gewinnung und Darstellung
Sulfinpyrazon kann durch Reaktion von Hydrazobenzol mit 2-(2-Phenylmercaptoethyl)-malonsäurediethylester gewonnen werden.

## Eigenschaften
Sulfinpyrazon ist ein weißes geruchloses Pulver, das in Wasser schwer löslich ist.

## Verwendung
Sulfinpyrazon wird in der Medizin als Thrombozytenaggregationshemmer aus der Gruppe der Urikosurika verwendet. Es wird gegen Gicht eingesetzt.